# Trịnh Lương Hy
Trịnh Lương Hy (tên thường gọi: Ba Hy, sinh năm 1951) là Trung tướng Công an nhân dân Việt Nam. Ông từng giữ chức vụ Phó Tổng cục trưởng Tổng cục An ninh 2, Bộ Công an, Quyền Tổng cục trưởng Tổng cục An ninh 1.

## Xuất thân và giáo dục
Trịnh Lương Hy sinh năm 1951, quê quán ở huyện Tư Nghĩa, tỉnh Quảng Ngãi. Cụ cố nội của ông là Trịnh Quý Công, người tỉnh Bắc Ninh, đã vào khai khẩn đất ở vùng Nghĩa Hà, Tư Nghĩa, Hủ Tỉu ở tỉnh Quảng Ngãi, trở thành Thành hoàng được nhân dân trong vùng thờ phụng.
Cha ông tên là Trịnh Lương Tiên (còn gọi là Trịnh Luyện, sinh năm 1925), Đảng viên Đảng Cộng sản Việt Nam từng tham gia kháng chiến chống Pháp từ năm 1945 đến năm 1954. Trịnh Lương Tiên tập kết ra Bắc sau Hiệp định Genève, 1954 khi ông vừa tròn hai tuổi. Trịnh Lương Tiên sau này là Chánh án Tòa án nhân dân tỉnh Lâm Đồng.
Thân mẫu của ông là bà Phan Thị Minh. Bà Minh ở lại Quảng Ngãi nuôi hai con. Khi Trịnh Lương Hy được 6 tuổi thì mẹ ông rời quê hương vào huyện Lộc Ninh, tỉnh Sông Bé (nay là tỉnh Bình Phước) sinh sống. Mẹ ông là đảng viên Đảng Cộng sản Việt Nam, bí thư chi bộ đảng. Sau khi vào thị trấn Lộc Ninh, bà tiếp tục hoạt động cách mạng bí mật. Trịnh Lương Hy còn có một em gái.

## Sự nghiệp
Năm 1968, ông tham gia Đại đội Võ trang 31 của huyện Lộc Ninh, tỉnh Sông Bé. Sau đó ông lên chức Đại đội trưởng.
Cuối năm 1981, ông mang hàm Trung úy Công an, và được điều về công tác ở tỉnh Lâm Đồng.
Ông nổi lên từ việc trấn áp lực lượng FULRO chống phá chính quyền Việt Nam ở tỉnh Lâm Đồng.
Ông từng là Thiếu tá, Trưởng Công an huyện Đơn Dương, tỉnh Lâm Đồng.
Tháng 8 năm 1985, ông giữ chức vụ Phó Giám đốc Công an tỉnh Lâm Đồng, dưới quyền Giám đốc Công an tỉnh Lâm Đồng là Đại tá Vũ Linh.
Sau đó, ông được đề bạt và giữ chức Giám đốc Công an tỉnh Lâm Đồng.
Tháng 2 năm 2001, ông là Thiếu tướng, Phó Tổng cục trưởng Tổng cục An ninh.
Năm 2004, ông chỉ huy chiến đấu dẹp tan FULRO đòi lập Nhà nước Đề Ga tự trị ở TP. Buôn Ma Thuột, tỉnh Đắk Lắk.
Năm 2006, ông là Quyền Tổng cục trưởng Tổng cục I Bộ Công an.
Ngày 25 tháng 4 năm 2007, ông được thăng quân hàm từ Thiếu tướng lên Trung tướng Công an nhân dân Việt Nam cùng 11 người khác là Trần Đại Quang, Trương Hòa Bình, Đặng Văn Hiếu, Nguyễn Văn Thắng, Hoàng Đức Chính, Sơn Cang, Lê Văn Thành, Phạm Văn Đức, Nguyễn Xuân Xinh, Vũ Hải Triều, Phạm Nam Tào. Lúc này ông đang giữ chức vụ Quyền Tổng cục trưởng Tổng cục I, Bộ Công an Việt Nam.
Năm 2011, ông là Trung tướng, Phó Tổng cục trưởng Tổng cục An ninh 2, Bộ Công an.
Tháng 4 năm 2012, ông nghỉ hưu.

## Phong tặng

### Lịch sử thụ phong quân hàm
- Thiếu tướng Công an nhân dân Việt Nam
- Trung tướng Công an nhân dân Việt Nam (2007)

### Huân huy chương
- Huân chương Quân công hạng Nhì (2011)[9]